# آلفين ألكورن
آلفين ألكورن (بالإنجليزية: Alvin Alcorn)‏ هو بواق أمريكي، ولد في 7 سبتمبر 1912 في نيو أورلينز في الولايات المتحدة، وتوفي في 17 يوليو 2003 في الولايات المتحدة.

## وصلات خارجية
- آلفين ألكورن على موقع IMDb (الإنجليزية)
- آلفين ألكورن على موقع ميوزك برينز (الإنجليزية)
- آلفين ألكورن على موقع أول ميوزيك (الإنجليزية)
- آلفين ألكورن على موقع ديسكوغز (الإنجليزية)